# 武田幸三
武田 幸三（たけだ こうぞう、1972年12月27日 - ）は、日本の俳優。元キックボクサー。東京都足立区出身。新日本キックボクシング協会、治政館ジム所属。国際総合武道教育連盟顧問。空手五段。

## 来歴
学生時代はラグビー部に所属し、ラグビー推薦で入学した国士舘大学時代に観たK-1でのブランコ・シカティックの試合に刺激され、すぐさま大学を中退し、キックボクシングを始める。当初はK-1とその他のキックボクシング団体の違いも分からず、またヘビー級でK-1に出るつもりで、90kgまで体重を増量したという。一時本気でK-1を目指すため、正道会館に入門して新空手の大会にも出場したが、治政館ジムに出戻った。国際総合武道教育連盟（平野雅龍総裁）からは空手五段の認可を受けている。
1995年3月19日、新日本キックボクシング協会のリングでデビュー。
2001年1月21日、チャラームダム・シットラットラガーン（王者：タイ）に2R2分12秒KO勝ちし、ラジャダムナン・スタジアムウェルター級王座を獲得。ムエタイ史上4人目となる外国人王者となった。
2001年9月16日、チャーンヴィット・ギャットトーボーウボン（4位：タイ）にTKO負け（3R終了、流血によるドクターストップ）し、王座防衛に失敗した。
2003年3月1日、K-1にデビューし、K-1 WORLD MAX 2003 〜日本代表決定トーナメント〜に出場。1回戦で小次郎、準決勝で安廣一哉に勝利するも、決勝で魔裟斗に判定負けし、準優勝に終わった。
2003年7月5日、K-1 WORLD MAX 2003〜世界一決定トーナメントに主催者推薦枠で出場。1回戦でドゥエイン・ラドウィックに左フックで2RKO負け。
2004年2月24日、K-1 WORLD MAX 2004 〜日本代表決定トーナメント〜に出場。1回戦で緒形健一にTKO勝ちするも、準決勝で小比類巻貴之に跳び膝蹴りでKO負け。
2004年7月11日、新日本キックボクシング協会「MAGNUM 5」でペットナークン・ソーサムルアイナムチョークと対戦。2R途中で武田が出血。偶然のバッティングとの判断で、2R終了時点で判定が行われ1-0の引き分けとなったが、ビデオ判定を行ったところ、肘打ち無しのルールであったが、肘打ちによる攻撃と判明。武田の反則勝ちへと変更された。
2004年10月13日、K-1 WORLD MAX 2004 〜世界王者対抗戦〜でブアカーオ・ポー.プラムックと対戦し、延長戦の末に判定負け。
2005年2月23日、K-1 WORLD MAX 2005 〜日本代表決定トーナメント〜の1回戦で山本"KID"徳郁と対戦予定であったが、KIDの右腕負傷により前日に緊急参戦が決定した宮田和幸と対戦し、右ローキックでKO勝ちするものの、右脛負傷により村浜武洋との準決勝を棄権した。
2005年10月29日、新日本キックボクシング協会「小野寺力引退記念大会 NO KICK, NO LIFE 〜FINAL〜」で佐藤ルミナとスペシャルエキシビションマッチで対戦。最初はキックボクシングルールであったが、途中からオープンフィンガーグローブを着け、総合格闘技ルールに変わった。腕ひしぎ十字固め、スリーパーホールド、パウンドなどを繰り出した。
2005年10月12日、K-1 WORLD MAX 2005 〜世界王者対抗戦〜でアンディ・サワーに左フックでKO負け。
2007年4月4日、K-1 WORLD MAX 2007 〜世界最終選抜〜でマイク・ザンビディスにダウンを奪われ判定負け。
2008年12月31日、Dynamite!! 〜勇気のチカラ2008〜でK-1ルール初挑戦となる川尻達也と対戦。右フック、右跳び膝蹴り、左フックで1Rに3度のダウンを奪われTKO負けを喫した。
2009年10月26日、K-1 WORLD MAX 2009 World Championship Tournament FINALで組まれた引退試合でアルバート・クラウスと対戦し、2R2分19秒右目の負傷によるTKO負け。この試合を最後に引退した。入場時には長渕剛がこの日のために再レコーディングした『STAY DREAM』を使用し、退場時には長渕と抱き合った。
2010年5月16日、新日本キックボクシング協会「FINAL 武田幸三引退記念興行」の、メインイベントで佐藤嘉洋と引退エキシビションマッチで対戦した。
2010年から、よしもとクリエイティブ・エージェンシー（現：吉本興業）の俳優部門に所属して、ドラマなどにも出演している。NHKの大河ドラマ、「真田丸」にも大野治房役で、「麒麟がくる」では顕如役で出演した。

## 戦績

### プロキックボクシング
| キックボクシング 戦績 | キックボクシング 戦績 | キックボクシング 戦績 | キックボクシング 戦績 | キックボクシング 戦績 | キックボクシング 戦績 | キックボクシング 戦績 |
| --------------------- | --------------------- | --------------------- | --------------------- | --------------------- | --------------------- | --------------------- |
| 72 試合               | (T)KO                 | 判定                  | その他                | 引き分け              | 無効試合              |                       |
| 45 勝                 | 34                    | 11                    | 0                     | 7                     | 0                     |                       |
| 20 敗                 | 12                    | 8                     | 0                     | 7                     | 0                     |                       |

| 勝敗 | 対戦相手                                     | 試合結果                                  | 大会名 | 開催年月日     |
| ×    | アルバート・クラウス                         | 2R 2:19 TKO（ドクターストップ：右目負傷） | K-1 WORLD MAX 2009 World Championship Tournament FINAL                                                                  | 2009年10月26日 |
| ○    | ライタイ・ムエタイプラザ                     | 3R終了 判定3-0                            | 新日本キックボクシング協会「BRAVE HEARTS 11」                                                                           | 2009年5月31日  |
| ○    | リッティデート・ウォースラポン               | 1R 2:58 KO（3ノックダウン：ローキック）   | 新日本キックボクシング協会「BRAVE HEARTS 10」                                                                           | 2009年1月18日  |
| ×    | 川尻達也                                     | 1R 2:47 KO（3ノックダウン：左フック）     | Dynamite!! 〜勇気のチカラ2008〜                                                                                         | 2008年12月31日 |
| ○    | ショアン・ライト                             | 3R終了 判定2-0                            | 新日本キックボクシング協会「BRAVE HEARTS 8」                                                                            | 2008年5月25日  |
| ×    | ジョン・ウェイン・パー                       | 4R 1:20 KO（左フック）                    | 新日本キックボクシング協会「BRAVE HEARTS 7」 【WKBA世界スーパーウェルター級タイトルマッチ】                             | 2008年1月20日  |
| ○    | サンムック・シッパポン                       | 2R 2:15 KO（左フック）                    | 新日本キックボクシング協会「BRAVE HEARTS 5」                                                                            | 2007年5月20日  |
| ×    | マイク・ザンビディス                         | 3R終了 判定0-3                            | K-1 WORLD MAX 2007 〜世界最終選抜〜                                                                                     | 2007年4月4日   |
| ○    | 崔龍（チェ・ヨン）                           | 2R 0:55 KO（左ローキック）                | 新日本キックボクシング協会「BRAVE HEARTS 4」                                                                            | 2007年1月21日  |
| ×    | フェルナンド・カレロス                       | 3R終了 判定0-3                            | K-1 WORLD MAX 2006 〜世界一決定トーナメント決勝戦〜                                                                     | 2006年6月30日  |
| △    | 金成植（キム・スンシク）                     | 3R終了 判定1-1                            | 新日本キックボクシング協会「BRAVE HEARTS 2」                                                                            | 2006年5月21日  |
| ×    | ジョームタップ・クランセーンマハーサラーカム | 3R終了 判定0-3                            | 新日本キックボクシング協会「TITANS 3rd」                                                                                | 2006年4月28日  |
| △    | コンデット・シンパークコー                   | 3R終了 判定1-0                            | 新日本キックボクシング協会 〜宮川道場 FINAL 2005〜                                                                      | 2005年12月18日 |
| ×    | アンディ・サワー                             | 2R 0:31 KO（左フック）                    | K-1 WORLD MAX 2005 〜世界王者対抗戦〜                                                                                   | 2005年10月12日 |
| ×    | ジョン・ウェイン・パー                       | 3R 2:24 KO（右フック）                    | 新日本キックボクシング協会「TITANS 2nd」 【WKBAスーパーウェルター級王者決定戦】                                         | 2005年8月22日  |
| ○    | フェートパヤック・サックタウィン             | 1R 0:33 KO（ローキック）                  | 新日本キックボクシング協会「SLEDGE HAMMER」                                                                             | 2005年5月29日  |
| ○    | 宮田和幸                                     | 3R 0:39 KO（2ノックダウン：右ローキック） | K-1 WORLD MAX 2005 〜日本代表決定トーナメント〜 【1回戦】                                                               | 2005年2月23日  |
| ○    | テーチャカリン・チューワッタナ               | 3R 0:02 TKO（右足腓骨骨折）               | 新日本キックボクシング協会 「ONWARD OPERATION II 〜進攻〜」                                                             | 2005年1月16日  |
| △    | 大江慎                                       | 2R終了 時間切れ                           | 生ゴン1000回記念 サムライ祭り＆SAEKI祭り2                                                                               | 2005年1月9日   |
| ×    | ブアカーオ・ポー.プラムック                  | 再延長R終了 判定0-3                       | K-1 WORLD MAX 2004 〜世界王者対抗戦〜                                                                                   | 2004年10月13日 |
| ×    | テーチャカリン・チューワッタナ               | 1R 2:44 TKO（左目尻のカット）             | 新日本キックボクシング協会 「Full Spark's 〜烈輝〜 Part 2」                                                             | 2004年9月5日   |
| ○    | ペットナークン・ソーサムルアイナムチョーク   | 2R終了時 反則（肘打ち）                   | 新日本キックボクシング協会「MAGNUM 5」                                                                                  | 2004年7月11日  |
| ○    | チューチャイ・ポーチョーローソーン           | 2R 0:07 KO（右ストレート）                | 新日本キックボクシング協会 「Super-Hybrid 〜新鋭〜」                                                                    | 2004年5月30日  |
| ×    | 小比類巻貴之                                 | 2R 1:05 KO（右跳び膝蹴り）                | K-1 WORLD MAX 2004 〜日本代表決定トーナメント〜 【準決勝】                                                              | 2004年2月24日  |
| ○    | 緒形健一                                     | 1R終了時 TKO（タオル投入）                | K-1 WORLD MAX 2004 〜日本代表決定トーナメント〜 【1回戦】                                                               | 2004年2月24日  |
| ○    | ホセ・ダイナマイト・ガルシア                 | 1R 0:25 KO（右ローキック）                | 新日本キックボクシング協会 「onward operation 〜進攻〜」                                                                | 2004年1月25日  |
| ×    | ポール・リー                                 | 5R終了 判定0-2                            | 新日本キックボクシング協会 「Full Sparrrk's 〜烈輝〜」                                                                  | 2003年9月7日   |
| ×    | ドゥエイン・ラドウィック                     | 2R 0:46 KO（左フック）                    | K-1 WORLD MAX 2003 〜世界一決定トーナメント〜 【1回戦】                                                                 | 2003年7月5日   |
| △    | ペットナークン・ソーサムルアイナムチョーク   | 5R終了 判定0-1                            | 新日本キックボクシング協会 「Touch and Go 〜臨戦〜」                                                                    | 2003年5月18日  |
| ×    | 魔裟斗                                       | 3R終了 判定0-3                            | K-1 WORLD MAX 2003 〜日本代表決定トーナメント〜 【決勝】                                                                | 2003年3月1日   |
| ○    | 安廣一哉                                     | 3R終了 判定3-0                            | K-1 WORLD MAX 2003 〜日本代表決定トーナメント〜 【準決勝】                                                              | 2003年3月1日   |
| ○    | 小次郎                                       | 3R終了 判定3-0                            | K-1 WORLD MAX 2003 〜日本代表決定トーナメント〜 【1回戦】                                                               | 2003年3月1日   |
| △    | チャワリット・ジョッキージム                 | 5R終了 判定1-1                            | 新日本キックボクシング協会「DOWN BY LOW」                                                                               | 2003年1月26日  |
| △    | ペートパヤック・ソースントン                 | 5R終了 判定                               | 新日本キックボクシング協会（タイ） FIGHT TO MUAY-THAI 2002                                                              | 2002年12月1日  |
| ○    | メッケンナー・ソーキングスター               | 1R 1:12 KO                                | 新日本キックボクシング協会 「Advance Attack! 〜進撃〜」                                                                 | 2002年9月22日  |
| ×    | ブーヌン・サックホームシン                   | 3R 1:11 TKO                               | 新日本キックボクシング協会 「BREAK A WAY! 〜開拓〜」                                                                    | 2002年7月27日  |
| ×    | サゲッダーオ・ギャットプートン               | 1R 0:58 KO                                | 新日本キックボクシング協会 「LOCK ON! 〜奪還〜」                                                                        | 2002年5月26日  |
| ○    | ビッグベン・ノッパラットファーム             | 3R 1:04 KO                                | 新日本キックボクシング協会 「GET FORWARD! 〜前進〜」                                                                    | 2002年3月24日  |
| ○    | サーイベットノーイ・ギャットシーダー         | 3R 0:19 KO                                | 新日本キックボクシング協会 「STRIKE BACK! 〜逆襲〜」                                                                    | 2002年1月27日  |
| ○    | ジョッキーノーイ・デービー                   | 2R KO（ローキック）                       | ラジャダムナン・スタジアム                                                                                              | 2001年11月26日 |
| ×    | チャーンビット・ギャットトーボーウボン       | 3R終了時 TKO（眉間カット）                | 新日本キックボクシング協会「Take One」 【ラジャダムナン・スタジアム認定ウェルター級タイトルマッチ】                     | 2001年9月16日  |
| ○    | シッティーチョーク・ソーウポン               | 2R 2:26 KO（ローキック）                  | 新日本キックボクシング協会「The Star Fleet」                                                                            | 2001年5月27日  |
| ○    | ガオグライ・ゲーンノラシン                   | 5R終了 判定3-0                            | 新日本キックボクシング協会 「REAL CHAMPION APPEARANCE」                                                                 | 2001年3月31日  |
| ○    | チャラームダム・シットラットラガーン         | 2R 2:12 KO（右ストレート）                | 新日本キックボクシング協会「THE REMATCH 〜HEAVEN or HELL」 【ラジャダムナン・スタジアム認定ウェルター級タイトルマッチ】 | 2001年1月21日  |
| ×    | チャワリット・ジョッキージム                 | 5R終了 判定0-3                            | 新日本キックボクシング協会「Fight to Muay-Thai 2000」                                                                   | 2000年12月3日  |
| ○    | ユージン・エクレープルーン                   | 1R 1:16 KO（右フック）                    | 新日本キックボクシング協会「ROAD TO MUAY-THAI 2000」                                                                    | 2000年10月28日 |
| ○    | ジャクシン・チューワッタナ                   | 5R 1:43 KO（パンチ連打）                  | 新日本キックボクシング協会「NO KICK, NO LIFE」                                                                          | 2000年7月29日  |
| △    | チャラームダム・シットラットラガーン         | 5R終了 判定0-0                            | 新日本キックボクシング協会「THE TITLE」 【ラジャダムナン・スタジアム認定ウェルター級タイトルマッチ】                    | 2000年5月5日   |
| ○    | コンファーク・ルークメークロン               | 2R 1:29 KO（パンチ）                      | 新日本キックボクシング協会「SPEED KINGS」                                                                               | 2000年3月26日  |
| ○    | 北沢勝                                       | 5R終了 判定3-0                            | 新日本キックボクシング協会「DOUBLE IMPACT」 【日本ウェルター級タイトルマッチ】                                          | 2000年1月23日  |
| ○    | ヨンサック・ガンワーンブライ                 | 2R KO                                     | ラジャダムナン・スタジアム                                                                                              | 1999年11月28日 |
| ○    | ジェームス・フラー                           | 1R 2:56 KO（パンチ）                      | 新日本キックボクシング協会「Road to Muay-Thai 2nd」                                                                     | 1999年10月30日 |
| ○    | チュンチャイ・ゲオサムリット                 | 2R 1:53 TKO                               | 新日本キックボクシング協会 伊原ジム主催「覇王傳」                                                                       | 1999年7月24日  |
| ○    | ワンチャイ・テッドウドム                     | 2R 1:49 KO                                | 新日本キックボクシング協会 日・タイ決戦PART III「四天王見参!」                                                          | 1999年5月5日   |
| ○    | ダーンサイ・スイットオー                     | 1R 1:38 KO                                | 新日本キックボクシング協会                                                                                              | 1999年3月13日  |
| ×    | アーツナロン・ボーコソー                     | 3R終了 判定0-3                            | 新日本キックボクシング協会                                                                                              | 1999年1月30日  |
| ×    | パヤックレック・ユッタキット                 | 3R終了 判定0-2                            | 新日本キックボクシング協会                                                                                              | 1998年10月31日 |
| ○    | 高杉茂男                                     | 4R 2:25 TKO                               | 新日本キックボクシング協会                                                                                              | 1998年9月20日  |
| ○    | 寺岡義洋                                     | 2R 2:23 KO                                | 新日本キックボクシング協会                                                                                              | 1998年7月25日  |
| ○    | チェンタイノーイ・ソーゲッダリンチャイ       | 3R終了 判定2-0                            | 新日本キックボクシング協会                                                                                              | 1998年6月14日  |
| ○    | ジョイ・ダンカン                             | 2R KO                                     | 新日本キックボクシング協会                                                                                              | 1998年5月5日   |
| ○    | 柳成業                                       | 1R 1:35 TKO（左フック）                   | 新日本キックボクシング協会                                                                                              | 1998年4月19日  |
| ○    | フェルナンド・カレロス                       | 3R KO                                     | 新日本キックボクシング協会                                                                                              | 1998年1月31日  |
| ×    | プラウェー・チューワッタナ                   | 3R 0:13 KO                                | 新日本キックボクシング協会                                                                                              | 1997年10月18日 |
| ○    | 朴俊伊                                       | 2R 2:00 KO                                | 新日本キックボクシング協会                                                                                              | 1997年8月2日   |
| ○    | ジャルワット・オーエンジャイ                 | 1R 1:50 KO                                | 新日本キックボクシング協会                                                                                              | 1997年6月27日  |
| ○    | ジョー・セクストン                           | 2R 1:17 KO                                | 新日本キックボクシング協会                                                                                              | 1997年3月9日   |
| ○    | ケイゾウ松葉                                 | 3R 0:26 TKO                               | 新日本キックボクシング協会 【日本ウェルター級王座決定戦】                                                               | 1997年1月11日  |
| ○    | 寺田ヒロミ                                   | 2R終了時 KO                               | 新日本キックボクシング協会                                                                                              | 1996年12月1日  |
| ○    | 米田克盛                                     | 判定2-0                                   | 新日本キックボクシング協会                                                                                              | 1996年9月21日  |
| ○    | 大平祐人                                     | 3R KO                                     | 新日本キックボクシング協会                                                                                              | 1996年5月25日  |
| ○    | 岩間進                                       | 3R終了 判定3-0                            | 新日本キックボクシング協会                                                                                              | 1996年4月29日  |
| △    | 木浪利幸                                     | 判定0-0                                   | 新日本キックボクシング協会                                                                                              | 1995年3月31日  |
| ○    | 杉山忠夫                                     | 3R終了 判定3-0                            | 新日本キックボクシング協会                                                                                              | 1995年3月19日  |

### エキシビションマッチ
| 勝敗 | 対戦相手 | 試合結果 | 大会名                                                                                        | 開催年月日    |
| －   | 佐藤嘉洋 | 3分1R    | 新日本キックボクシング協会「FINAL 武田幸三引退記念興行」 【武田幸三引退エキシビションマッチ】 | 2010年5月16日 |

## 獲得タイトル
- 新日本キックボクシング協会 ウェルター級王座
- ラジャダムナン・スタジアム ウェルター級王座
- K-1 WORLD MAX 2003 日本代表決定トーナメント 準優勝
- 第6回全日本新空手道選手権 67kg以下の部 優勝（1995年）[4]

## 出演

### テレビドラマ
- 新宿スワン 第4話（2007年、テレビ朝日） - 暴力団構成員 灰沢
- 検事・鬼島平八郎 第6・7話（2010年11月26日・12月3日、朝日放送・テレビ朝日） - 政治家 橘寛二のSP
- 示談交渉人 ゴタ消し 第2・4・6・8・10・最終話（2011年1月13日 - 3月31日、読売テレビ） - アイス売り
- デカ 黒川鈴木（2012年1月5日 - 3月29日、読売テレビ） - 居酒屋の店主
- お助け屋☆陣八（2013年1月10日 - 3月29日、読売テレビ） - 神谷輝道
- 碧の海〜LONG SUMMER〜（2014年6月30日 - 8月29日、東海テレビ） - 大島武雄
- 結婚に一番近くて遠い女（2015年3月6日、日本テレビ） - ビル建築現場の警備員
- 大河ドラマ（NHK）
  - 真田丸（2016年） - 大野治房
  - 麒麟がくる（2020年） - 顕如
  - どうする家康（2023年） - 蜂須賀家政[5]
- 連続ドラマJ『浅田次郎 プリズンホテル』（2017年、BSジャパン）- 梶平太郎
- 十津川警部シリーズ5「京都・嵯峨野 殺人迷路」（2018年4月9日、TBS） クラブのマネージャー秋田慎悟
- 大富豪同心（2019年5月10日 - 7月12日、NHK BSプレミアム / 10月5日 - 、NHK総合） - 喜七
- W県警の悲劇 第4話（2019年8月17日、BSテレ東） ‐ 木場大輔
- ソロ活女子のススメ 第10話（2021年6月5日、テレビ東京）‐ ボルダリングのインストラクタ
  - ソロ活女子のススメ2 第2話（2022年4月14日）‐ サバイバルゲームのインストラクタ
- ハコヅメ～たたかう!交番女子～ 第8話（2021年9月8日、日本テレビ）‐ 自動車泥棒
- 必殺仕事人（2023年12月29日、テレビ朝日） - 安兵衛
- イグナイト -法の無法者- 第2話（2025年4月25日、TBS） - ラグビー部OB 役

### 映画
- デスマッチ（2014年6月21日、よしもとクリエイティブ・エージェンシー） - 主演・ジョー
- トワイライト ささらさや（2014年11月8日、日活） - トラック運転手
- 仮面ライダー1号（2016年3月26日、東映） - バッファル[6]
- 侠の絆（2018年） - 藤澤組組員
- 99.9-刑事専門弁護士-THE MOVIE（2021年12月30日、松竹） - 劇団員 役
- やがて海になる（2025年10月24日公開予定、ムービー・アクト・プロジェクト）[7][8]

### Vシネマ
- 修羅の男と家なし少女2（2017年）
- 哀しき抗争（2017年） - 関東木川田会四代目会長 木川田浩一
- 高校愚連隊（2017年） - 幕針区警察署 少年課刑事 畠山清志
- 侠の絆（2018年）
- 覇者の掟1 - 5（2018年 - 2019年） - 警視庁組織暴力対策課 警部補 柿沼康晴
- 漆黒の男たち（2018年） - リサイクル業者
- 日本極道戦争（2019年） - 三代目神征会会長付 武藤正志
- 日本統一33,34,35,36,37,38（2019年 - 2020年） - 丸神会 川崎 三田一家総長 辰巳龍三
- 疵と掟5（2019年） - 中浜組組員 タキ
- GOKU・OH 極王1,2,3,4（2019年 - 2020年） - 義仁会若宮組組員 津坂昇
- CONFLICT 〜最大の抗争〜 第五章 - 第八章（2019年）- 日本総合舎 上杉健作
- 極道の紋章レジェンド（2021年）- 大阪府警 組織犯罪対策課 警部補 西条大介

### ウェブドラマ
- 特命係長 只野仁 AbemaTVオリジナル2（2017年 - 2018年、AbemaTV） - ヤクザ 役
- 全裸監督（2019年8月全話配信、Netflix）8話
- 全裸監督2（2021年6月24日 全話配信、Netflix） - 構成員 役
- 龍が如く〜Beyond the Game〜（2024年、Amazon） - 林 役

### 情報・バラエティ
- 充電させてもらえませんか?（2017年9月2日、テレビ東京）- 観光で訪れていた石垣島で偶然登場。
- 歴史秘話ヒストリア「自由は死せず　反骨の政治家 板垣退助」（2019年5月8日、NHK総合） - 谷干城 役

### 舞台
- 劇団Hi!You本公演 第2弾「け・れ・ん・み」（2011年11月4日 - 6日、新宿ゴールデン街劇場）
- 吉本百年物語 焼け跡、青春手帖（2012年9月、なんばグランド花月）
- 素敵なカミングアウト（2022年5月17日 - 22日、六行会ホール） - 苫米地俊彦 役
- 舞台 魁!!男塾（2022年10月7日 - 11日、渋谷区文化総合センター大和田 伝承ホール） - 江田島平八 役[9]
- 刃牙 THE GRAPPLER STAGE -地下闘技場編-（2024年12月14日 - 18日、新宿FACE） - 愚地独歩 役[10]

### CM
- カメリアダイアモンド
- ドラEVER

## 書籍
写真集
- REAL 錆びない、鋼鉄 武田幸三写真集（2006年4月1日、zaza）

著書
- 武田幸三×森沢明夫『弱虫の美学』（2010年5月8日、大和書房）

関連書籍
- 超合筋―キックボクサー・武田幸三のすべて (STRIDE BOOKS series)（2003年7月1日、心泉社）
- 森沢明夫著『ラストサムライ 片目のチャンピオン武田幸三』（2006年11月23日、角川グループパブリッシング）
  - 森沢明夫著『ラストサムライ 片目のチャンピオン武田幸三(角川文庫)』（2008年12月25日、角川グループパブリッシング）文庫化

## カレンダー
- 武田幸三 2006年度 カレンダー（2005年10月24日、トライエックス）